# Voltzia
Voltzia — викопний рід хвойних рослин, що існував у тріасовому періоді.

## Назва
Рід названий на честь французького мінералолога Філіпа Луї Вольца.

## Поширення
Численні викопні відбитки Voltzia знайдені у Європі, Китаї, США та Південній Америці.

## Опис
Судячи зі збережених залишків, це були невеликі дерева з моноподіальним наростанням. Бічні гілки у деяких видів зближувалися і утворювали нечітко виражену мутовку. Листя було вельми різноманітне. Мегастробіл мав вигляд трилопатевої плоскої насіннєвої луски, позбавленої в основі стерильних лусочок. Насіннєві зачатки розташовувалися в основі насіннєвої луски, а сама вона частково зросталася з покривною лускою.

## Види
- Voltzia coburgensis
- Voltzia dolomitica
- Voltzia heterophylla
- Voltzia hexagona
- Voltzia ladinica
- Voltzia recubariensis